# Richard Vivien
Pour les articles homonymes, voir Vivien.
Richard Vivien est un coureur cycliste français, né le 25 mars 1964 dans la Manche à Torigni-sur-Vire. Champion du monde sur route amateurs en 1987, il n'est cependant jamais passé professionnel.

## Biographie
Richard Vivien, licencié au club de l'UV Caen, a totalisé une quarantaine de sélections au sein de l'équipe de France, avec notamment des participations à la Course de la Paix, au Grand Prix des Amériques (Montréal), au Tour des Régions Italiennes, au Tour de Rhénanie-Palatinat.
Il devient champion du monde sur route à Villach en Autriche en devançant au sprint l'allemand Hartmut Bölts et le danois Alex Pedersen.
Après sa carrière, il dirige avec Claude Carlin la société Arc-en-Ciel assistance, présente sur de nombreuses épreuves du calendrier. En 2014, il devient également président du comité directeur du Tour de Normandie

## Palmarès
| - Amateur - 1978-1982 : 49 victoires - 1982 - Champion de Normandie de cyclo-cross juniors - Champion de la Manche de cyclo-cross juniors - 1985 - 3e du Prix de la Saint-Laurent - 1986 - 8e étape du Tour de Normandie - 4e étape du Ruban granitier breton - 2e de Redon-Redon - 2e du championnat de Normandie sur route - 1987 - Champion du monde sur route amateurs - Ronde de l'Oise - Deux étapes du Tour de la Manche - 7e étape du Tour de Rhénanie-Palatinat - Deux étapes de la Ronde de l'Oise - Une étape du Tour de la Porte Océane (contre-la-montre) - Trio normand (avec Fabrice Taillefer et Thierry Bonvoisin) - 2e du Duo normand (avec Laurent Bezault) - 3e de Manche-Atlantique - 1988 - 1re étape du Circuit Berrichon - 4e étape des Boucles de la Mayenne - Circuit des Matignon - 2e du Circuit Berrichon - 3e de Paris-Ivry - 3e du Circuit des Remparts - 1989 - Championnat d'Île-de-France sur route - 2e étape de la Ronde de l'Oise - Circuit des Matignon - Une étape du Tour de la Manche (contre-la-montre) - Trois étapes du Tour du Doubs - 2e de Troyes-Dijon - 2e du Duo normand (avec Jean-Louis Harel) - 2e du Tour de Rhénanie-Palatinat - 2e du Grand Prix des Nations amateurs | - 1990 - 5e étape du Tour de Normandie - Grand Prix Michel-Lair - 2e étape de la Ronde de l'Oise - 2e étape des Trois Jours de Cherbourg (contre-la-montre) - 2e du Grand Prix de Peymeinade - 2e du Circuit des Remparts - 3e du Grand Prix de La Londe-les-Maures - 3e du Grand Prix de Saint-Hilaire-du-Harcouët - 3e du Tour de Normandie - 1991 - Grand Prix d'Antibes - Ruban granitier breton : - Classement général - Prologue et 4e étape - Deux étapes du Tour de la Porte Océane - 1992 - Champion de Normandie sur route - 5e étape du Tour de Normandie - 2e (contre-la-montre) et 3e étapes des Trois jours de Cherbourg - 1993 - Tour de la Manche : - Classement général - Trois étapes - 1994 - 5e étape du Tour de la Manche - 4e étape des Trois Jours de Cherbourg |  |